# 金夫人馳馬徑

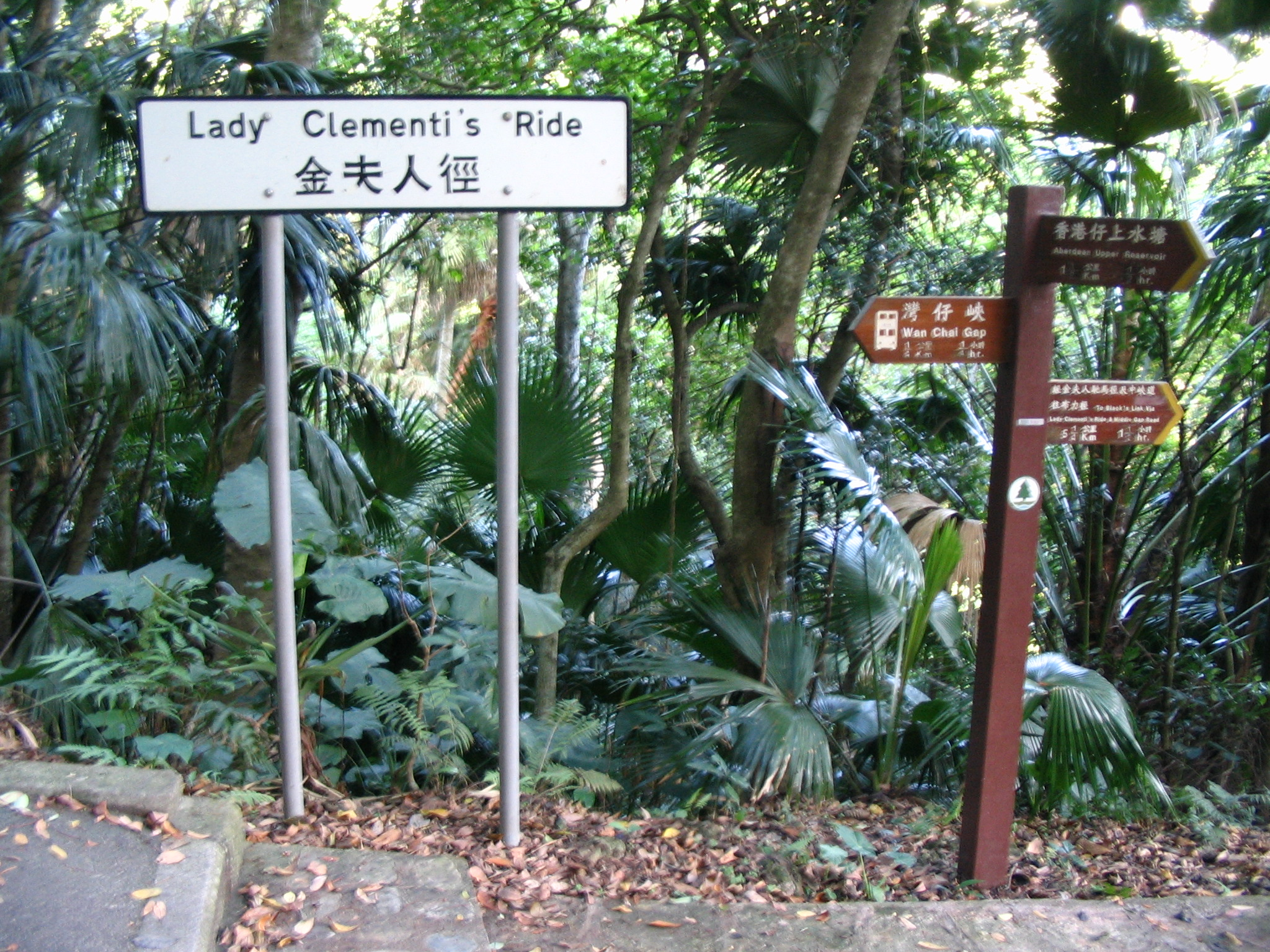
金夫人馳馬徑近灣仔峽的一端

金夫人馳馬徑（英語：Lady Clementi's Ride），又名金夫人徑，是位於香港的香港島南區的道路，大部份路段屬於港島徑第四段（黃竹坑段）其中一部份。西面為香港仔水塘道近灣仔峽處，東面則可達南風道與深水灣道交界處附近。金夫人馳馬徑繞山而建，途經金馬倫山和聶高信山。
1929年，第十七任香港總督金文泰向立法局提交規劃文件，提出把上述他平時策馬散步、由灣仔峽到黃泥涌峽的路徑，建成一段可方便公眾出入的山徑，並指明須以其夫人（Marie Penelope Rose）命名為「金夫人馳馬徑」。3月6日，立法局通過了建造金夫人馳馬徑的提案。金文泰並希望山徑可於其夫人重返香港時建成。其後，金文泰乃於其夫人回港前一天，與時任工務司祈禮士同遊金夫人馳馬徑。其後，工務司署再於位於黃泥涌峽至柏架山道之間的路徑建成金督馳馬徑。:17
金夫人馳馬徑大致可分為上、下兩段，以班納山路口為界。上段由香港仔水塘道開始，經一小段路後便屬於港島徑第四段範圍，沿香港仔上水塘的東部而行至班納山東北部，當中會途經一道橫跨金鴨石澗的古典橋樑。下段則主要沿連接聶高信山南麓至香港仔上水塘的引水道而行，半路有路口可通往中峽道，過此路口後的路段不再屬於港島徑範圍，及後更會進入南風道林地範圍，最後除了可在南風道離開之外，也可選擇經一段長石級登上布力徑。